# Franck Dja Djédjé
Pour les articles homonymes, voir Djédjé et DJA.
Franck Dja Djédjé, né le 2 juin 1986 à Abidjan, est un footballeur franco-ivoirien évoluant au poste d'ailier à l'US Cap d'Ail en Régional 2 Méditerranée.
Son cousin, Brice Dja Djédjé, est également footballeur professionnel.

## Biographie
Il signe sa première licence au SC Solitaire de Paris, club filiale du PSG avant d'opter pour le PSG dès l'âge de 13 ans. International français en moins de 17, 18 et 19 ans. Il est champion d'Europe des moins de 19 ans en août 2005 avec l'équipe de France des moins de 19 ans.
Il fait ses débuts professionnels le 28 mars 2004 lors d'un match Lens-PSG (1-0). En 2004-2005, il est prêté à Brest afin de s'aguerrir en L2. La saison suivante il ne joue que deux bouts de match sous les couleurs du PSG.
Prêté une saison au Grenoble Foot 38 en 2006-2007, il est transféré définitivement au cours du Mercato 2007. Il a signé un contrat de 3 ans en faveur du club isérois.
Franck Dja Djédjé restera dans l'histoire du Grenoble Foot 38 pour avoir été le premier buteur de l'histoire du Stade des Alpes, le nouveau stade ultra-moderne du club isérois, durant le match face au Clermont Foot, remporté par Grenoble, 2-0. 
Franck Dja Djédjé a fait partie de l'équipe olympique de Côte d'Ivoire et a participé aux Jeux de Pékin 2008.
En 2008-2009 il retrouve la L1 avec Grenoble, mais le 29 janvier 2009 il est transféré à Strasbourg (L2) où il finit la saison.
Il est prêté à Vannes (Ligue 2) en 2009-2010. En fin de saison il retourne à Strasbourg mais le club est relégué en National et demande au joueur de partir.
En juillet 2010, il signe un contrat de deux ans à l'AC Arles-Avignon. Le 7 août 2010, il marque le premier but du club en Ligue 1.
Le 26 août 2011, il signe à l'OGC Nice pour trois saisons pour le montant de 300 000 euros, plus 20 % en cas d'une éventuelle revente.
Après avoir participé aux trois premières journées du championnat de France en tant que titulaire avec l'OGC Nice, il rejoint le 31 août 2012 le Tchornomorets Odessa, club du championnat d'Ukraine de football.
Le 4 mars 2014, en raison de la situation de crise de l'Ukraine à cette période, Franck Dja Djédjé et quatre de ses coéquipiers ont décidé de résilier leur contrat à l’amiable avec le Tchornomorets Odessa.
Il s'entraîne alors avec la réserve de l'OGC Nice.
En mars 2014, il signe un contrat de deux mois en faveur du club norvégien de Sarpsborg 08 FF. Après un passage en Biélorussie et le Dynamo Minsk, il file en division 2 écossaise au Hibernian FC en janvier 2015. Mais quelques mois plus tard, le 7 juin, il s'engage auprès du Al-Shahaniya SC, en deuxième division qatarie. De nouveau libre à l'été 2016, il se retrouve sans club jusqu'en janvier 2017 où il rejoint le FC Irtych Pavlodar en première division kazakhe. Après quelques matchs, il signe jusqu'à la fin de l'année 2018 avec le Kaysar Kyzylorda, promu parmi l'élite du football kazakhe. Titulaire pendant la deuxième partie de la saison 2017, il est relégué sur le banc des remplaçants pour l'exercice 2018, jouant peu dans un championnat où Kyzylorda manque de se qualifier pour le premier tour préliminaire de la Ligue Europa 2019-2020. Il quitte le Kazakhstan à l'issue de la saison.
Le 29 mars 2019, il rejoint le groupe de l'AS Cannes et participe aux matchs amicaux de l'équipe première. Il s'engage officiellement avec le club azuréen le 14 juin 2019.
Il est le neveu de l'ancien footballeur ivoirien Basile Aka Kouamé, vainqueur de la coupe d'Afrique des Nations 1992

## Palmarès
France -19 ans
- Vainqueur du Championnat d'Europe des moins de 19 ans en 2005

## Statistiques
Le tableau ci-dessous récapitule les statistiques en match officiel de Franck Dja Djédjé :
| Saison                | Club                     | Championnat           | Championnat | Championnat | Coupe(s) nationale(s) | Coupe(s) nationale(s) | Compétition(s) continentale(s) | Compétition(s) continentale(s) | Compétition(s) continentale(s) | Total | Total |
| Saison                | Club                     | Division              | M.          | B.          | M.                    | B.                    | Comp.                          | M.                             | B.                             | M.    | B.    |
| 2003-2004             | Paris Saint-Germain      | Ligue 1               | 2           | 0           | -                     | -                     | -                              | -                              | -                              | 2     | 0     |
| 2004-2005             | Stade brestois 29 (prêt) | Ligue 2               | 21          | 0           | 3                     | 0                     | -                              | -                              | -                              | 24    | 0     |
| 2005-2006             | Paris Saint-Germain      | Ligue 1               | 2           | 0           | 1                     | 0                     | -                              | -                              | -                              | 3     | 0     |
| 2006-2007             | Grenoble Foot 38         | Ligue 2               | 33          | 5           | 3                     | 0                     | -                              | -                              | -                              | 36    | 5     |
| 2007-2008             | Grenoble Foot 38         | Ligue 2               | 36          | 10          | 2                     | 0                     | -                              | -                              | -                              | 38    | 10    |
| 2008-2009             | Grenoble Foot 38         | Ligue 1               | 18          | 1           | -                     | -                     | -                              | -                              | -                              | 18    | 1     |
| 2008-2009             | RC Strasbourg            | Ligue 2               | 9           | 0           | -                     | -                     | -                              | -                              | -                              | 9     | 0     |
| 2009-2010             | RC Strasbourg            | Ligue 2               | 1           | 0           | -                     | -                     | -                              | -                              | -                              | 1     | 0     |
| 2009-2010             | Vannes OC (prêt)         | Ligue 2               | 29          | 2           | 5                     | 1                     | -                              | -                              | -                              | 34    | 3     |
| 2010-2011             | AC Arles-Avignon         | Ligue 1               | 34          | 4           | -                     | -                     | -                              | -                              | -                              | 34    | 4     |
| 2011-2012             | AC Arles-Avignon         | Ligue 2               | 3           | 1           | 1                     | 0                     | -                              | -                              | -                              | 4     | 1     |
| 2011-2012             | OGC Nice                 | Ligue 1               | 27          | 4           | 6                     | 0                     | -                              | -                              | -                              | 33    | 4     |
| 2012-2013             | OGC Nice                 | Ligue 1               | 3           | 0           | -                     | -                     | -                              | -                              | -                              | 3     | 0     |
| 2012-2013             | Tchornomorets            | Premier Liga          | 22          | 4           | 5                     | 0                     | -                              | -                              | -                              | 27    | 4     |
| 2013-2014             | Tchornomorets            | Premier Liga          | 16          | 3           | 2                     | 0                     | C3                             | 14                             | 3                              | 32    | 6     |
| 2014                  | Sarpsborg 08 FF          | Tippeligaen           | 14          | 2           | 4                     | 4                     | -                              | -                              | -                              | 18    | 6     |
| 2014                  | Dynamo Minsk             | Vysshaya Liga         | 7           | 3           | 0                     | 0                     | C3                             | 6                              | 0                              | 13    | 3     |
| 2015                  | Hibernian FC             | Championship          | 11          | 2           | 4                     | 1                     | -                              | -                              | -                              | 15    | 3     |
| 2015-2016             | Al-Shahaniya SC          | Qatargas League       |             |             |                       |                       | -                              | -                              | -                              | 0     | 0     |
| 2017                  | FC Irtych Pavlodar       | Premier League        | 0           | 0           | 0                     | 0                     | C3                             | 0                              | 0                              | 0     | 0     |
| Total sur la carrière | Total sur la carrière    | Total sur la carrière | 288         | 41          | 36                    | 6                     | -                              | 20                             | 3                              | 344   | 50    |